# Football Club Twente
Maillots
Actualités
Le FC Twente (parfois abusivement appelé « Twente Enschede ») est un club de football des Pays-Bas, situé à Enschede et évoluant en première division néerlandaise.

## Historique
Le club a été fondé en 1965  de la fusion de deux clubs professionnels, le Sportclub Enschede et les Enschedese Boys. L'actuel FC Twente n'a gagné son premier Championnat des Pays-Bas qu'en 2010, alors que son ancêtre, le SC Enschede, l'a fait en 1926.
Les premières périodes victorieuses du club eurent lieu juste après cette fusion, sous la direction de l'entraîneur Kees Rijvers. Twente termina troisième en 1969, quatrième en 1970, cinquième en 1971, troisième en 1972 et 1973. Les joueurs-clés de l'équipe de l'époque étaient des gloires locales, comme Epi Drost (en), Eddy Achterberg (en), Kick van der Vall (en) ou Theo Pahlplatz (en).
La meilleure saison du FC Twente en championnat fut celle de 1973-1974, où il fut aux prises avec le Feyenoord Rotterdam pour le titre de champion. Lors de la toute dernière journée de la saison, une confrontation directe à Rotterdam devait permettre aux deux clubs de se départager. À cette occasion, le Feyenoord fut un peu plus chanceux que le FC Twente, en gagnant 3-2. Une deuxième place et un ticket pour la Coupe UEFA furent les seules récompenses pour cette performance.
Pourtant, malgré la déception de n'avoir pas remporté le titre, les Tukkers écriront, grâce à cette qualification en Coupe UEFA, une des plus belles pages de leur histoire. Après avoir battu la Juventus en demi-finales, le FC Twente bute sur le Borussia Mönchengladbach en finale.
La chute fut brutale par la suite et, après ces heures de gloires dans les années 1970, le club fut relégué en deuxième division en 1982. Il fit sa réapparition parmi l'élite la saison suivante, mais son maintien s'effectuera ensuite au prix de pléthoriques matches nuls 0-0 ou 1-1. Cette réputation de club ennuyeux à voir évoluer dissimulera leur régularité au plus haut niveau, puisqu'il se qualifiera régulièrement en Coupe d'Europe, cinq fois depuis 1985.
Le prestige du club revient dans les années 1990. L'entraîneur allemand Hans Meyer mena Twente à la troisième place du Championnat 1996-1997 et aux huitièmes de finale de la Coupe UEFA la saison suivante. Le 24 mai 2001, le FC Twente remporte la Coupe des Pays-Bas, en battant le PSV Eindhoven aux tirs au but, après avoir été mené 3-1 lors de cette même séance.
La saison suivante, le FC Twente se fait éliminer par la deuxième équipe de l'Ajax, les résultats en Championnat sont médiocres et les ultras de la section Ultras Vak-P dévastent le nouveau stade Grolsch Veste. La maison mère du club (FC Twente '65) est mis en faillite au cours de la saison 2002-2003, ce qui a failli mettre fin à l'existence du club. Il a cependant survécu, réussit à se hisser en finale de la Coupe des Pays-Bas et a réalisé un retour tonitruant lors de la saison 2006-2007. En 2008, le FC Twente termine quatrième et parvient à remporter le billet pour le troisième tour préliminaire de la Ligue des champions, en éliminant l'Ajax en finale du tournoi qualificatif (2-1, 0-0).
Le 20 juin 2008, le FC Twente nomme comme entraîneur l'ancien sélectionneur de l'équipe d'Angleterre, Steve McClaren. Il a pour mission de qualifier le club pour les poules de la Ligue des champions 2008-2009, mais doit pour cela passer l'obstacle du troisième tour préliminaire, où son faible coefficient UEFA lui garantit un tirage au sort délicat. Ce qui ne manquera pas, puisque le FC Twente devra affronter Arsenal. La différence de niveau entre les deux équipes se fait clairement ressentir : après avoir gagné 2-0 au Grolsch Veste, les Gunners assurent leur qualification au retour par une victoire 4-0 à l'Emirates Stadium.
Le FC Twente est alors reversé en Coupe UEFA, où il affronte au premier tour le Stade rennais, qu'il élimine aux buts à l'extérieur (1-2, 1-0). Toutefois, cela lui ouvre pour la première fois le chemin de la phase de groupes, où il est opposé à Schalke 04, au Paris SG, à Manchester City et au Racing Santander. Il finit deuxième de la poule et se qualifie donc pour les 16es de finale.
Rebelote la saison suivante où les néerlandais tombent cette fois contre le Sporting. L'issue est plus cruelle puisqu'ils sont éliminés sur un but marqué à l'extérieur à la dernière minute (0-0 puis 1-1).
L'équipe de Twente remporte le Championnat des Pays-Bas de football D1 2009-2010, 84 ans après le dernier titre du Sportclub Enschede. À la suite de ce titre l'Anglais Steve McClaren quitte le club pour le VfL Wolfsburg en Bundesliga. Il est remplacé par le Belge Michel Preud'homme, récent vainqueur de la Coupe de Belgique avec La Gantoise, assisté de Jos Daerden.
Twente, champion en titre du Championnat des Pays-Bas de football D1 2009-2010, est directement versé dans le Groupe A de la Ligue des champions 2010-2011. Il se retrouve avec l'Inter Milan, Tottenham et le Werder Brême. Twente finit troisième et est donc reversé en Ligue Europa, dont il remporte les 16èmes de finale contre le Rubin Kazan. En 8e de finale aller, Twente s'impose facilement au Zénith Saint-Pétersbourg (3-2). Puis il est sèchement battu par Villarreal en quart (8-2 sur les deux matches).
Le 22 avril 2019, le club est promu en Eredivisie, un an seulement après avoir été relégué.

## Palmarès
| Compétitions nationales | Compétitions internationales    |
| - Championnat des Pays-Bas (2) - Champion : 1926 (en tant que Sportclub Enschede), 2010 - Vice-champion : 1958 (en tant que Sportclub Enschede), 1974, 2009, 2011 - Coupe des Pays-Bas (3) - Vainqueur : 1977, 2001, 2011 - Finaliste : 1975, 1979, 2004, 2009 - Supercoupe des Pays-Bas (2) - Vainqueur : 2010, 2011 - Finaliste : 2001 | - Coupe UEFA - Finaliste : 1975 |

## Stade
Le Grolsch Veste, qui s'appelait autrefois l'Arke Stadion, est le stade du FC Twente. Il se situe à Enschede, près de l'Université de Twente, et comporte 13 250 places et une pelouse chauffante. Le stade a récemment été agrandi.
Une version du célèbre You'll Never Walk Alone, hymne du FC Liverpool, enregistrée par Gerry & The Pacemakers, est bruyamment entonnée par tout le stade avant chaque coup d'envoi.
Le 7 juillet 2011, une partie du toit du stade s'effondre alors que les travaux d'agrandissement du stade sont en cours. Au moins un ouvrier est décédé.

## Personnalités du club

### Entraîneurs[5]
- Friedrich Donnenfeld : 1965-1966
- Kees Rijvers : 1966-1972
- Antoine Kohn : 1972-sep. 1979
- Hendrikus Hollink : oct. 1979-1981
- Rob Groener : 1981-1982
- Antoine Kohn : nov. 1982-1983
- Fritz Korbach : 1983-1986
- Theo Vonk : 1986-1992
- Rob Baan : 1992-1994
- Issy ten Donkelaar : 1994-1995
- Fred Rutten : nov. 1995-jan. 1996
- Hans Meyer : jan. 1996-sep. 1999
- Fred Rutten : sep. 1999-2001
- John van't Schip : 2001-2002
- René Vandereycken : 2002-2004
- Rini Coolen : 2004-jan. 2006
- Jan van Staa : fév. 2006-2006
- Fred Rutten : 2006-2008
- Steve McClaren : 2008-2010
- Michel Preud'homme : 2010-2011
- Co Adriaanse : 2011-déc.2011
- Steve McClaren : jan.2012-fév. 2013
- Alfred Schreuder : fév. 2013-mars 2013
- Michel Jansen : avr. 2013-2014
- Alfred Schreuder : 2014-2015
- René Hake : 2015-oct. 2017
- Gertjan Verbeek : depuis nov. 2017

### Joueurs emblématiques
- Arnold Mühren
- Arthur Numan
- Erik ten Hag
- Collins John
- Dick van Dijk
- Frans Thijssen
- Fred Rutten
- Jan Vennegoor of Hesselink
- John Bosman
- Paul Bosvelt
- Piet Schrijvers
- Ramon Zomer
- René van de Kerkhof
- Ronald de Boer
- Orlando Engelaar
- Willy van de Kerkhof
- Youri Mulder
- Sander Boschker
- Martin Koopman
- Blaise Nkufo
- Helmut Rahn
- Nacer Chadli
- Karim El Ahmadi
- Younes Mokhtar
- Adnane Tighadouini
- Faouzi El Brazi
- Hakim Ziyech
- Oussama Assaidi
- Prince Polley
- Bryan Ruiz
- Cheik Ismaël Tioté

### Effectif professionnel actuel
Le tableau liste l'effectif professionnel du FC Twente Enschede pour la saison 2025-2026. 
En grisé, les sélections de joueurs internationaux chez les jeunes mais n'ayant jamais été appelés aux échelons supérieurs une fois l'âge-limite dépassé ou les joueurs ayant pris leur retraite internationale.